# Street Legal Racing: Redline
Street Legal Racing: Redline es un videojuego de carreras desarrollado por Invictus Games y publicado por Activision Value (una división de Activision) el 18 de julio de 2003. Desde 2016 continúa siendo desarrollado por una compañía rusa ImageCode, fundada por uno de los fanáticos del juego. Es el segundo juego de la serie Street Legal.
En agosto de 2004, se lanzó la versión demo del juego. En agosto de 2016, se lanzó una versión para fanáticos del juego en Steam.

## Argumento
Al comienzo del juego, un jugador llamado Vince Polansky tiene un pequeño ahorro de $25,000, por lo que debe comprar un automóvil usado. Al ir al vendedor y elegir un coche, el jugador está en el llamado. "Green garage", que sirve al club de carreras más joven de la ciudad. Al mismo tiempo, el jugador ingresa la calificación del club en la línea inferior. En total, hay tres clubes de carreras en la ciudad: verde, azul y rojo (en orden ascendente). Cuanto más alto sea el club, los autos más potentes para los corredores con los que compiten, y mayor será el tamaño de las apuestas en cada carrera nocturna. Al participar en competiciones nocturnas, un jugador gana dinero que puede gastar en reparar y modificar su auto, y prestigio, que afecta a varios factores del juego a la vez: desde el tamaño de las apuestas (cuanto mayor sea el prestigio, mayor será la cantidad que el oponente podrá ofrecer) a la calificación en el club y la proximidad a la carrera de campeones. Las carreras nocturnas tienen lugar en la ciudad, en una de las calles anchas y rectas, o fuera de la ciudad, en un tramo recto de autopista o paso elevado. El lugar de las carreras cambia cada noche, se debe encontrar con la ayuda de marcadores especiales en el mapa.
Durante el día, un jugador también puede salir a la ciudad y competir por dinero con los miembros de su club, sin embargo, las tasas en las competiciones diurnas son generalmente más bajas y el riesgo es mayor: un flujo urbano denso previene y una gran posibilidad de romper el auto (la reparación probablemente irá mucho más allá del dinero ganado en la carrera).
Día y noche existe el riesgo de que la policía lo atrape: la policía emitirá una multa por violar las reglas y los límites de velocidad en la ciudad, así como por cualquier modificación ilegal del automóvil que incremente su poder. En teoría, es posible dejar la persecución policial, pero es bastante difícil (a diferencia de una serie de juegos NFS, donde no es difícil deshacerse de una patrulla de policía). Para entrar en un club más prestigioso, debes tomar la primera línea de calificación de tu club y luego ganar al piloto más débil del club más viejo en la carrera de dobles. Después de derrotar a un corredor de clubes fuerte, el jugador entra automáticamente en el siguiente garaje. Una característica distintiva del club más viejo, "rojo", es la posibilidad de apostar su automóvil en lugar de dinero. Este modo de carrera se vuelve disponible cuando un jugador ingresa a los cinco mejores corredores del club "rojo". En caso de victoria, el jugador obtiene el carro de un oponente, que puede mantener y vender. Cuando compite por dinero, el tamaño de la apuesta, entre otras cosas, está influenciado por la apariencia del auto del jugador: por ejemplo, el propietario de un auto tuneado con un kit deportivo y goma de perfil bajo puede contar con el tamaño máximo de apuesta; Al propietario del auto estándar se le ofrecerá menos dinero ya; Si un jugador llega en un automóvil completamente desnudo, sin puertas, capó y baúl (lo que, por cierto, tiene un efecto positivo en la dinámica de la aceleración, ya que el peso de una máquina así es mucho menor), es difícil para él contar con una gran apuesta.
Hay tres concesionarios de autos en la ciudad del juego: una plataforma donde venden autos usados (a menudo rotos y no en movimiento), un nuevo salón para el vendedor y un concesionario Trade-in para intercambiar autos. Los autos en estas tiendas son los mismos. Los autos de premio Prime DLH750, Furrano GTS, Naxas Extreme Edition y Whisper Q1000XL no se pueden comprar en un juego completo, solo se pueden ganar en la carrera de campeones. También en las tiendas no se pueden comprar algunos de los mejores modelos de autos y autos de carreras DTM. Un jugador puede tener un número arbitrario de máquinas. Las máquinas que no se utilicen se pueden colocar en estacionamientos de varios niveles. El automóvil innecesario se puede vender a través de un concesionario de automóviles usados (el monto es fijo, designado por el concesionario y difiere del precio real del automóvil en el lado inferior en un 20-30%).
La carrera de campeones se lleva a cabo regularmente. Puedes participar en él un número ilimitado de veces, incluso después de ganar (por cada victoria sucesiva, el jugador obtiene otro premio de auto, que cambia cada vez que participa en la carrera). Se permite participar en la carrera de campeones a un corredor que satisfaga varios parámetros a la vez (un lugar en la clasificación de su club, nivel de prestigio, peso del automóvil). La entrada para participar en la carrera de campeones es de 100,000 dólares. La carrera de campeones consiste en doce carreras, tres carreras cada una con cuatro rivales, y se lleva a cabo en el desierto en una carretera abandonada. A diferencia de las carreras nocturnas de la ciudad, donde un jugador compite con rivales solo en línea recta, en una carrera de 1/4 de milla, la pista en la carrera de campeones tiene un tramo sinuoso de carretera de montaña, que es casi imposible de pasar a alta velocidad. La reparación del automóvil durante la carrera de campeones es gratuita, pero el catálogo de piezas no está disponible, pero puede llevar un pequeño juego de piezas de repuesto con usted.
El juego se considera completado por el jugador que pasa los tres garajes (verde, azul y rojo) a primer lugar en la clasificación general de corredores callejeros, ganando la carrera de campeón, completando con éxito todos los eventos de carreras con copas de oro (para los eventos en los que puedes ganar copas) así como un jugador acumulando $ 1,000,000 en efectivo. La finalización exitosa de una carrera abre el acceso a un menú secreto de códigos de trucos, que hace posible participar en eventos de carreras sin restricciones, participar instantáneamente en la carrera de campeones de la ROC, obtener cualquier automóvil, una cantidad ilimitada de dinero. Después de ganar la carrera de campeones y en todos los eventos de carreras, el jugador puede continuar el juego sin restricciones: compre y venda autos, repárelos, sintonice, participe en carreras de día y de noche con corredores del garaje rojo, compita nuevamente en la carrera de campeones y en eventos de carreras anteriores. Establecer nuevos registros y compartirlos en los foros.

## Jugabilidad
La idea principal de este simulador de carreras es la posibilidad de ensamblaje y desmontaje del automóvil a petición del jugador. Cada parte nueva aumenta o disminuye las características del coche, como la aceleración, el manejo y la velocidad máxima. Este juego hereda el principio de los juegos de Bethesda: XCar: Experimental Racing (1997) y Burnout: Championship Drag Racing (1998), que es diferente de los juegos más modernos. Street legal no brinda la oportunidad de instalar el paquete "tuning", el jugador debe elegir las partes de acuerdo con las características relevantes.
Además de la capacidad de seleccionar de forma independiente ciertas partes, el jugador puede cambiar los parámetros de muchas de ellas. Puede cambiar la relación de combustible y aire, la mezcla enriquecida o magra suministrada a los cilindros, cambiar las relaciones de transmisión de la transmisión, la presión en la turbina, el grado de inclinación de los árboles de levas y mucho más, hasta la presión en los neumáticos. Cambiar cada parámetro puede mejorar y degradar el rendimiento del automóvil. Por lo tanto, un intento por parte de un jugador inexperto de ajustar el rendimiento de todas las partes "al máximo" dará lugar al efecto contrario: el automóvil estará desequilibrado y sus características se deteriorarán significativamente, en la medida en que el automóvil se niegue a arrancar. Pero con el conocimiento del auto y la comprensión del motor, el jugador obtiene una gran ventaja sobre sus rivales virtuales: así, con un pequeño auto con conocimientos y barato, Duhen, adquirido en el mercado secundario al comienzo del juego, es realista recorrer todo el juego y ganar la carrera.
También hay piezas para el ajuste externo del automóvil (más de 100 tipos de llantas y de goma, kits de cuerpo deportivo y spoilers). En el habitáculo se pueden colocar asientos deportivos que reducen el peso del automóvil, así como uno de los volantes deportivos, que se presenta en el catálogo de autopartes.
Además, al jugador se le da la oportunidad de comprar un auto sintonizado usado o uno roto para su posterior restauración, reventa o participación en carreras. En la versión actualizada, el Intercambio está disponible para cambiar el automóvil viejo por uno completamente nuevo. Centro de distribuidores El intercambio se lleva a cabo una hora más que otros distribuidores.
Después de tener el auto en movimiento, puede probarlo en el hipódromo. Este tipo de juego no es realmente diferente del modo de ciudad (daños, desgaste, pastillas de freno, etc.), excepto por la falta de transporte y la policía en la carretera. El siguiente paso es salir de la ciudad, donde puedes organizar una carrera por dinero (la principal forma de ganar dinero en el juego) y aumentar la calificación.
A partir de la versión 2.3.1, el juego tiene un modo de carrera extendida en el que debes completar más de 50 eventos de carreras. Muchos eventos de carreras tienen requisitos especiales, como restricciones en la clase del automóvil, potencia del motor, la presencia de un automóvil con transmisión manual o tracción trasera, etc. Los eventos se llevan a cabo tanto en la ciudad como en las pistas de carreras, como la famosa Laguna Seca, el Parque Oulton, Nurburgring y otros.

## Modos de juego
Circuito de carreras, Drag (en línea recta 1/4 milla), Drifting, Destruction derby, Hot action cop, Time attack y Freeride. Dependiendo de las condiciones de la carrera, en el modo de juego puede estar prohibido salir de la pista o chocar contra otros corredores. Particularmente notable es el modo de deriva, que, a diferencia de otros juegos, ofrece el concepto de jueces virtuales que imitan a los espectadores reales y le dan al jugador la posibilidad de desviarse, evaluando su técnica y la impresión general de la deriva. Si las desviaciones son demasiado lentas o cortas, y también si un jugador abandona la pista o se estrella contra cercas, esto provocará una disminución en la impresión de los jueces (nivel de impresión) y viceversa, si el jugador muestra excelentes ángulos de desviación, alta duración y velocidad de cada desviación, entonces puntúe La deriva aumenta, multiplicando la cantidad de puntos que obtiene por su derrape.

## Coches en el juego
Los prototipos de los autos en el juego eran modelos reales de famosos automóviles mundiales. Entonces, el prototipo para Duhen SunStrip fue el Honda CR-X Del Sol; El cupé deportivo de seis cilindros con tracción trasera Baiern y Emer sirvieron como el BMW Serie 3 y el Nissan Skyline, respectivamente. Los prototipos de los galardonados Prime DLH 750, Furrano GTS, Whisper Q1000XL y Naxas Extreme Edition para ganar la carrera de campeones son el Shelby GT500, Ferrari Enzo, Dodge Viper GTS y el Honda NSX. El diseño de los coches de juego es ligeramente diferente del diseño de sus prototipos de la vida real, tal como se hizo en la serie de juegos GTA.
Hay 25 coches diferentes en el juego, sin contar las modificaciones de carreras DTM. Cada uno de estos autos existe en al menos dos modificaciones, que difieren en el tamaño y la potencia del motor, detalles de apariencia, dimensiones de goma, la posibilidad de instalar varios tipos de motores y otros.
Es posible cargar en el juego y otros autos, complementando parcialmente la gama de modelos de autos representados en el juego, reemplazando parcialmente los existentes. Muchos modelos diferentes de autos, repitiendo en detalle los modelos de la vida real creados por entusiastas y fanáticos de los juegos.

## Errores en el juego
El juego tiene una serie de problemas que se han resuelto durante años con la ayuda de parches y están siendo resueltos por nuevos desarrolladores hasta ahora. El problema principal sigue siendo la estabilidad del juego: debido a pérdida de memoria y al código obsoleto, el juego puede "volar" arbitrariamente al escritorio sin informar de ningún error. Además, hay elementos sin terminar en el juego, una disminución en el rendimiento, una interfaz rendering incorrecta en resoluciones no compatibles y una serie de otros problemas que están en proceso de solución en el momento de escribir este artículo.

## Modo multijugador
En septiembre de 2014, un mensaje del usuario con el apodo jhonyxakep (Andrew Nedobylsky) sobre cómo crear un modo multijugador para el juego. En septiembre de 2015, el primer video de la implementación multijugador se demostró en el juego. Hasta este punto, la comunidad de juego consideraba casi imposible crear un modo multijugador para Street Legal Racing: Redline. En el verano de 2017, el modo código fuente multijugador se transfirió al desarrollador RAXAT para su posterior implementación en el lanzamiento.

## Parches
Actualmente, hay tres parches para el juego: el 2.2.1 MWM (by Miran & Wichur), 2.3.0 Live Edition (by Raxat) y SLRR2015 (by Bigg Boss93, disponible en VStanced.com). La última versión (2.3.1) fue lanzada en Steam y es gradualmente mejorada por el desarrollador de videojuegos ruso ImageCode en colaboración con Raxat.

## Mods
Miles de mods están hechos para este juego, Incluyendo vehículos, partes para dichos vehículos, pistas (Algunos mods solo funcionan en la versión 2.2.1 MWM), sonidos, interfaces de menú, y texturas. Porque algunas de las versiones del juego son altamente inestables, es altamente probable crashear cuando demasiados mods son instalados principalmente en las versiones 2.2.1 y 2.3.0.

## Reboot
Gracias a la captación de fondos, el juego tuvo luz verde y eventualmente relanzado en Steam el 7 de mayo de 2016. El lanzamiento de Steam fue muy inestable cuando se lanzó, pero es gradualmente mejorada. Sus texturas e interface lo hace más contemporáneo, y la carrera es alterada por más de un desafío.

## Posible secuela
Dave Singh, el propietario de streetlegalmods.com, hizo un acuerdo con Invictus Games, Ltd. Iniciando así la campaña de recaudación de Kickstarter para alcanzar un mínimo de $150,000, el desarrollo de la secuela de SLRR, Street Tuning Evolution, estuvo oficialmente empezando, mientras tanto como el juego fue jugable y la comunidad fue permitida a añadir contenido. $500,000 fue demandado para hacer un juego completo.
Después teniendo un mal lanzamiento con el Kickstarter, y debido a la popular demanda de una opción de PayPal, Invictus Games, Ltd. y Dave Singh decidieron mover la campaña a IndieGogo para solucionar el número de problemas, y también extender la línea muerta. Apostando para usar PayPal para hacer una garantía. La campaña tenía que será fundada solo si tenía alcanzado $150,000. La campaña de IndieGogo tenía un significante mejor lanzamiento que la de Kickstarter, que alcanzó alrededor de $24,000 un poco más que 40 días después de su lanzamiento el 18 de diciembre de 2014. La campaña de IndieGogo elevado casi $10,000 justo un día después de su lanzamiento. Desafortunadamente la campaña fracaso, alcanzando solo de $30,000.
Menospreciado el fallo, otra persona, Bartosz "Wichur" Bieszka, planea hacer una secuela de este juego bajo el título de "Car Tune". ImageCode LLC está también trabajando en un proyecto similar también existe llamado Street Tuning Evolution cual medio el juego está todavía muy vivo que determina ser una secuela de Street Legal Racing Redline.